# Пилипы (Красиловский район)
Пилипы (укр. Пилипи) — село в Красиловском районе Хмельницкой области Украины.
Население по переписи 2001 года составляло 169 человек. Почтовый индекс — 31052. Телефонный код — 3855. Занимает площадь 0,908 км². Код КОАТУУ — 6822789205.
В селе родился Герой Советского Союза Митрофан Слободян.

## Местный совет
31052, Хмельницкая обл., Красиловский р-н, с. Чернелевка, ул. Рыбалка, 3